# Olympische Sommerspiele 1972/Teilnehmer (Kuwait)
| Gelbes Symbol für Goldmedaillen mit stilisierten Olympischen Ringen | Graues Symbol für Silbermedaillen mit stilisierten Olympischen Ringen | Braundes Symbol für Bronzemedaillen mit stilisierten Olympischen Ringen |
| ------------------------------------------------------------------- | --------------------------------------------------------------------- | ----------------------------------------------------------------------- |
| —                                                                   | —                                                                     | —                                                                       |

Kuwait nahm an den Olympischen Sommerspielen 1972 in München mit einer Delegation von vier Sportlern (allesamt Männer) teil.

## Teilnehmer nach Sportarten

### Leichtathletik
- Younis Abdallah
100 Meter: Vorläufe

- Mohamed Mubarak
400 Meter: Vorläufe

### Schwimmen
- Abdullah Zeyab
100 Meter Freistil: Vorläufe

- Fawzi Irhama
200 Meter Freistil: Vorläufe